# Otto Raatz
Otto Raatz (* 19. Februar 1894 in Dammlang (Kreis Dt. Krone); † 1941) war ein deutscher Lehrer und Politiker (NSDAP).
Nach Ablegung der Reifeprüfung am Gymnasium in Deutsch Krone begann der Lehrersohn im Sommersemester 1914 ein Studium an der Universität Tübingen. Nach Ausbruch des Ersten Weltkrieges leistete er Kriegsdienst beim Deutschen Heer und schied kriegsversehrt 1917 im Rang eines Leutnants der Reserve aus der Armee aus. Nach Kriegsende nahm er sein Lehramtsstudium an der Universität Greifswald wieder auf und belegte die Fächer Deutsch, Geschichte und Erdkunde. Nach Studienabschluss unterrichtete er ab 1922 am Privatlyzeum Günther in Königsberg. Ab Anfang Mai 1924 war er als Studienrat am Städtischen Körte-Oberlyzeum tätig.
Raatz war völkischer Aktivist. Zum 20. April 1927 trat er der NSDAP bei (Mitgliedsnummer 67.791). 1929 wurde er für die NSDAP und den Kreis Königsberg in den Provinziallandtag der Provinz Ostpreußen gewählt. Im Provinziallandtag war er einer der vier Abgeordneten der NSDAP. Im Provinziallandtag vereinbarte die NSDAP mit der DNVP eine Listenverbindung bei der Wahl des Provinzialausschusses, so dass Erich Koch mit Raatz als Stellvertreter in den Provinzialausschuss gewählt wurde. Ab dem 23. März 1931 wurde er als fraktionslos geführt. Auch 1933 gehörte er dem letzten Provinziallandtag an. Seit 1931 war er in der Partei Gauamtsleiter (Beamtenfragen), 1932 bis 1941 Gauamtsleiter NSLB. Nach der Machtergreifung des NS-Regimes wurde er zum Regierungsdirektor ernannt und leitete ab Mai 1933 unter dem Oberpräsidenten Koch das Amt für höheres Schulwesen.